# Сиахкелан (Альборз)
Сиахкелан (перс. سیاه کلان‎) или Сиахколахан — село на севере Ирана, в остане Альборз. Входит в состав шахрестана Кередж. Является частью дехестана (сельского округа) Кемальабад бахша Меркези.

## География
Село находится в юго-восточной части Альборза, в горной местности южного Эльбурса, на расстоянии приблизительно одного километра к северу от Кереджа, административного центра провинции. Абсолютная высота — 2044 метра над уровнем моря.

## Население
По данным переписи 2006 года население села составляло 712 человек (359 мужчин и 353 женщины). В Сиахкелане насчитывалось 712 семей. Уровень грамотности населения составлял 78,09 %. Уровень грамотности среди мужчин составлял 81,62 %, среди женщин — 74,5 %.